# Listowel
Listowel (Lios Tuathail in irlandese) è una cittadina dell'Irlanda, situata nella parte centrale della contea del Kerry.
Tipica città dall'aspetto georgiano, conta una popolazione di poco meno di 4 000 abitanti e sorge sulle rive del fiume Feale, 15 km a sud di Tarbert e 20 km a nord di Tralee.

## Monumenti e luoghi d'interesse
- Saint Mary Church, costruita nel 1829 in stile neogotico, che conserva alcuni mosaici;
- Listowel Castle, risalente al XII secolo. Un tempo il castello era la roccaforte della famiglia Fitzmaurice, signori del Kerry, di origine normanna. Fu l'ultimo baluardo a resistere agli attacchi delle truppe elisabettiane durante la rivolta dei Desmond, uscendone praticamente distrutto[senza fonte]. Ciò che rimane sono pochi resti, ampiamente ristrutturati in epoca moderna nonché una torre, in rovina, unica parte originale della struttura.

## Cultura

### Eventi
- Writer's Week, la settimana dello scrittore, che si svolge annualmente a maggio.

## Infrastrutture e trasporti
Listowel fu servita dalla linea Limerick–Tralee. L'omonima stazione fu aperta nel 1880 e soppressa definitivamente negli anni ottanta del XX secolo. Tra il 1888 e il 1924 dalla stazione partiva la linea ferroviaria per Ballybunion, che era una monorotaia di tipo Lartigue.